# Stallental

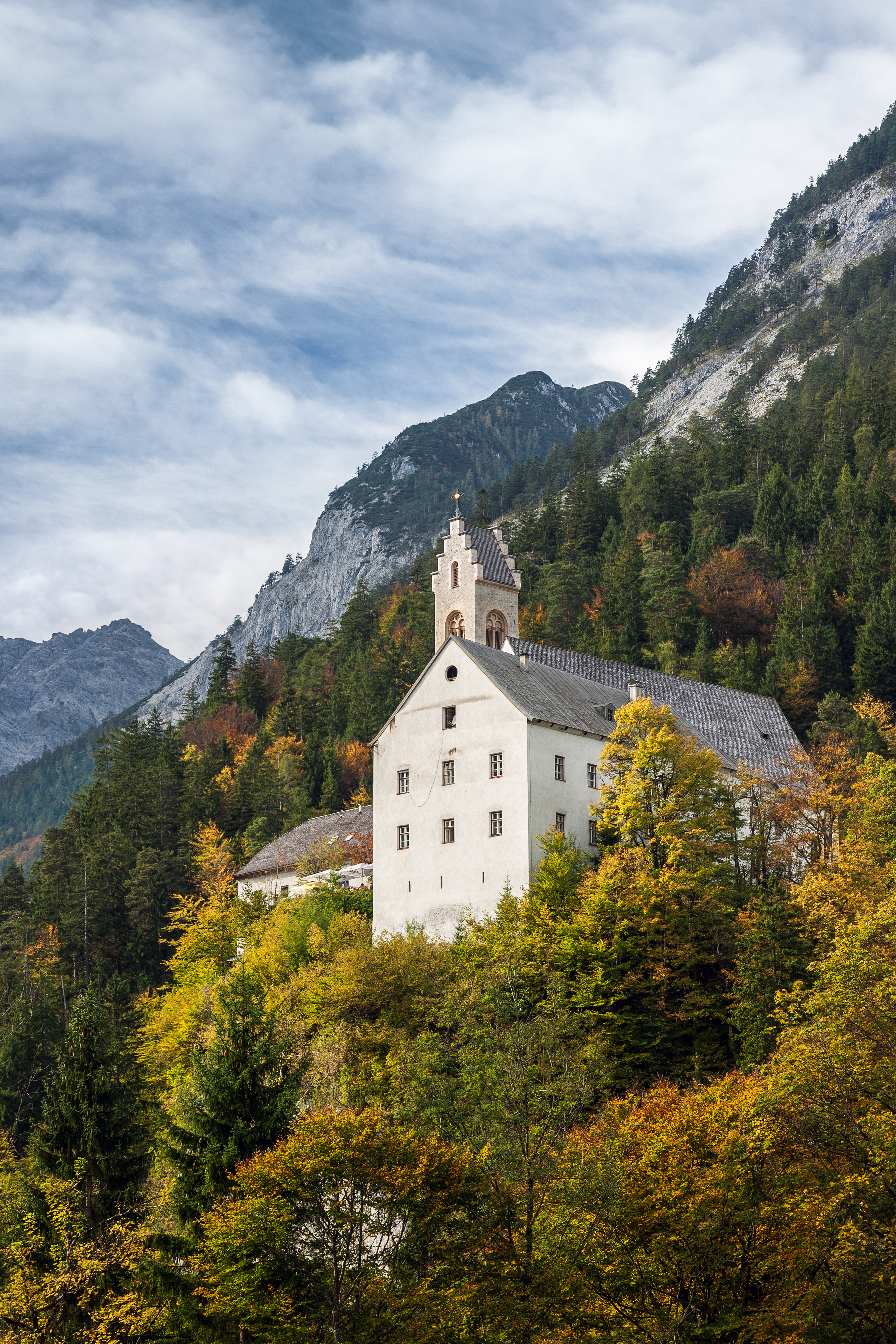
Blick auf den St. Georgenberg im Stallental

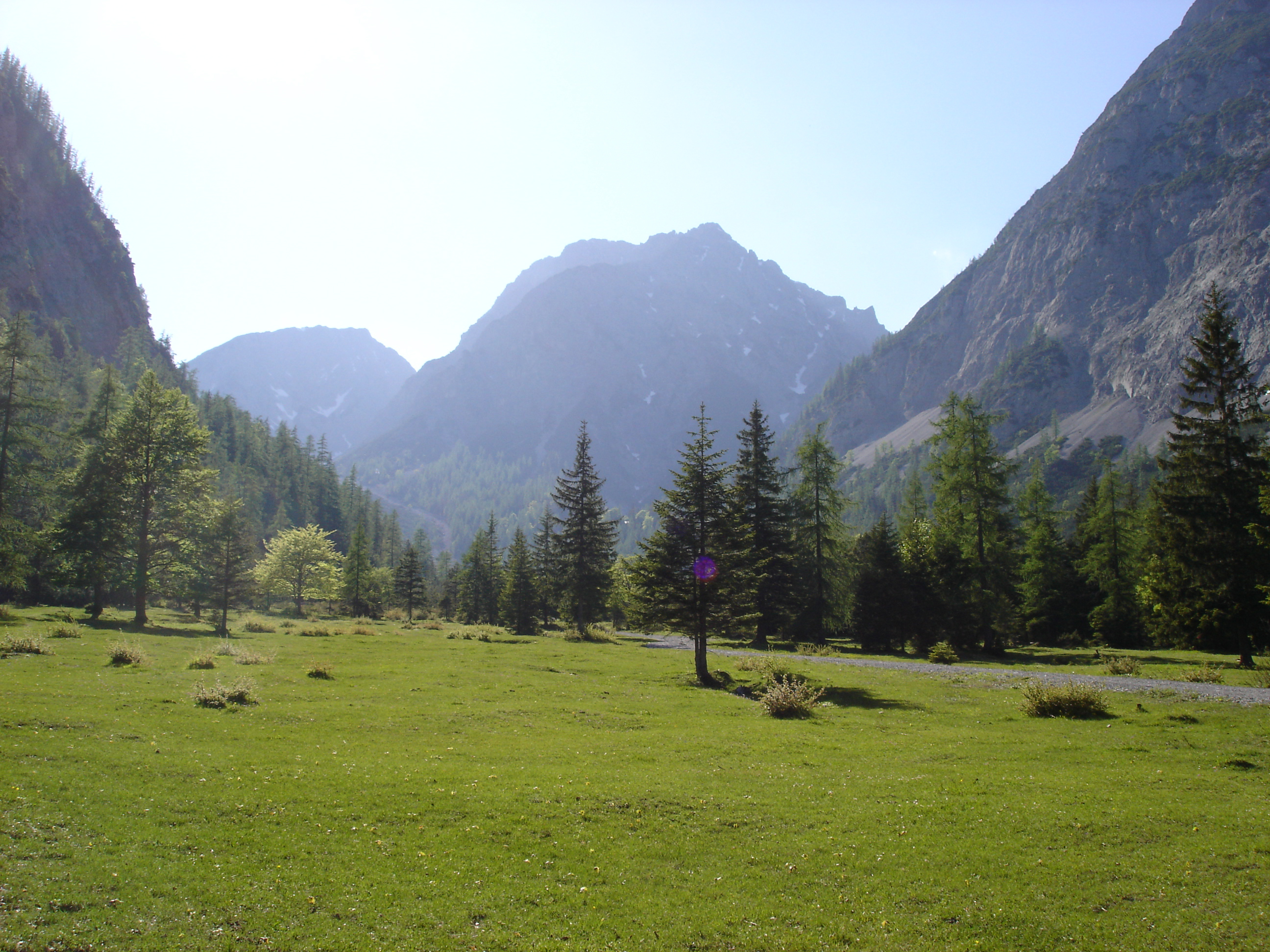
Am Stallenboden mit Blick Richtung Westen

Das Stallental ist ein Seitental des Inntals im österreichischen Bundesland Tirol. Das Tal erstreckt sich im südöstlichen Karwendel auf einer Länge von 10 Kilometer in West-Ost-Richtung zwischen der Lamsenspitze und Stans im Inntal.

## Landschaft
Ab einer Höhe von etwa 1200 m ü. A. bis zum Inntal wird das Tal vom Stallenbach durchflossen, der in diesem Bereich eine Schlucht bildet. Weiter oberhalb, im Bereich des Stallenbodens, ist ebenfalls ein Bachbett vorhanden, Wasser fließt hier aber nur nach starken Niederschlägen. Der untere Teil der Bachschlucht heißt Wolfsklamm und ist durch eine gebührenpflichtige Steiganlage erschlossen. Etwas oberhalb der Wolfsklamm thront auf einem Felsen auf der linken Talseite auf 898 m ü. A. die Abtei St. Georgenberg, ein Kloster und Wallfahrtsort. Der Teil der Schlucht zwischen St. Georgenberg und dem Stallenboden ist wegmäßig nicht erschlossen. Hier mündet auch auf etwa 880 m ü. A. der Gamsbach, der durch die tief eingeschnittene Gamsgartenklamm fließt, in den Stallenbach.
Ab einer Höhe von 1200 m ü. A. verändert sich der Charakter des Tals. Die Bachschlucht geht hier in einen breiten, mit Bäumen und Sträuchern durchsetzten Weideboden über, den Stallenboden. Der dortige Baumbewuchs (50- bis 300-jährig) wurde im Oktober/November 2013 auf Anordnung des Benediktinerklosters Fiecht gefällt. Die Vorgangsweise stieß aufgrund des nachhaltigen Landschaftsänderung auf Kritik, war aber rechtmäßig von der Bezirkshauptmannschaft Schwaz genehmigt worden. Am östlichen Ende des Stallenbodens befindet sich auf 1340 m ü. A. die Stallenalm, die im Sommer bewirtschaftet ist. Hier mündet von Norden der Grubachgraben in das Stallental ein. Oberhalb der Stallenalm dominieren dann zunehmend Schuttreißen und Krummholz das Tal. Im obersten Stallental befindet sich auf 1953 m ü. A. die Lamsenjochhütte des Deutschen Alpenvereins.
Etwa ab St. Georgenberg taleinwärts gehört das Tal zum Naturschutzgebiet Alpenpark Karwendel.

## Berge

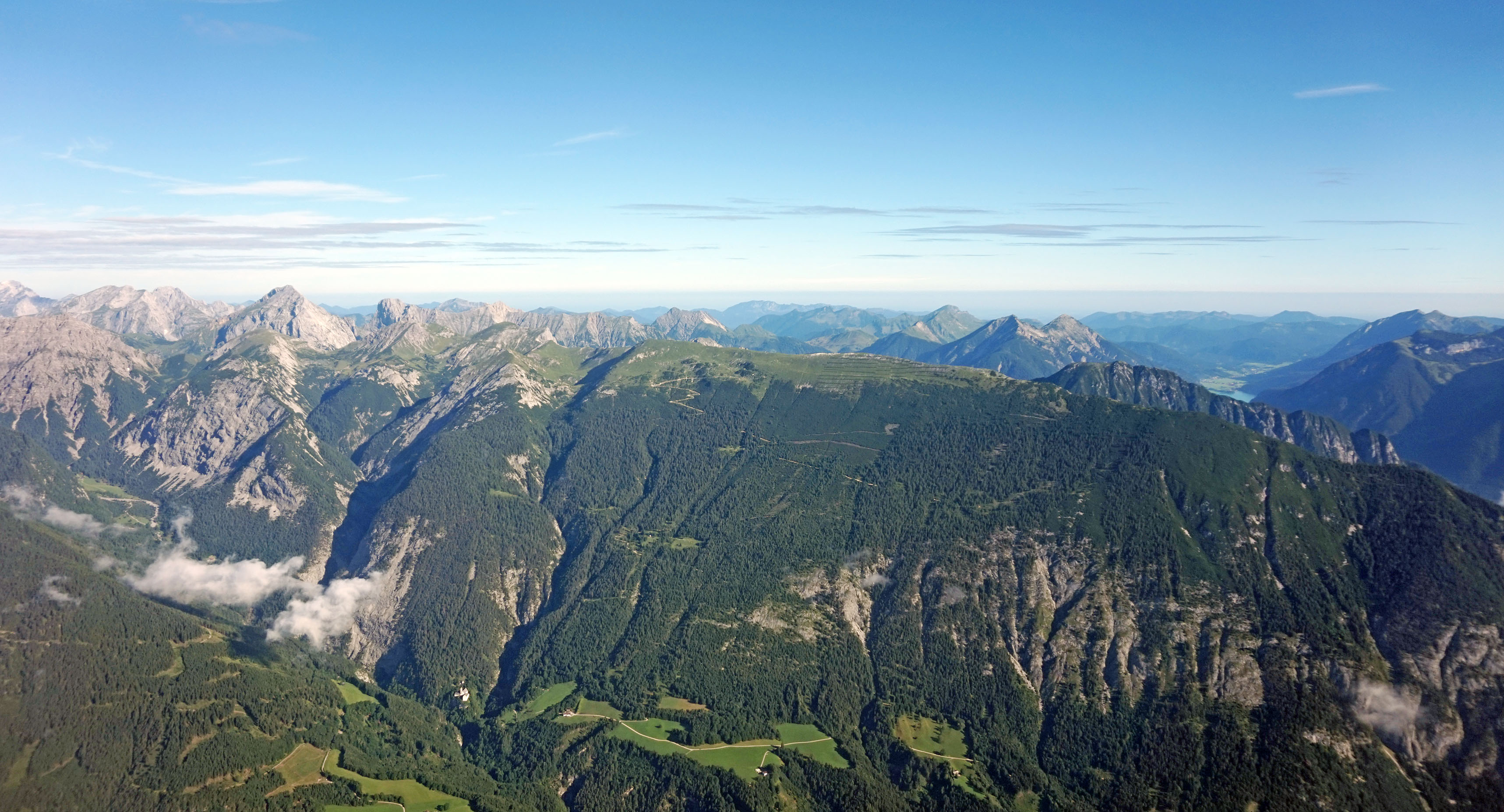
Stallental mit Stanser Joch und steilen, eingeschnittenen Gräben ins Tal

Im Süden wird das Stallental von der östlichen Hinterautal-Vomper-Kette eingerahmt. Die Berge fallen mit steilen Wandfluchten zum Stallental hin ab. Höchster Berg ist hier der Hochnissl, östlich davon zählen die Mittagsspitze (2332 m ü. A.) und die Fiechter Spitze zu den bekannteren Gipfeln. Am westlichen Talende befindet sich die Lamsenspitze. An der nördlichen Talseite liegt der Raue Knöll zwischen dem Stallental und dem Grubachgraben. Weitere bekanntere Erhebungen an der Nordseite sind die Rappenspitze und das Stanser Joch, das vom Inntal durch die Lawinenverbauungen im Gipfelbereich auffällt.

## Geschichte

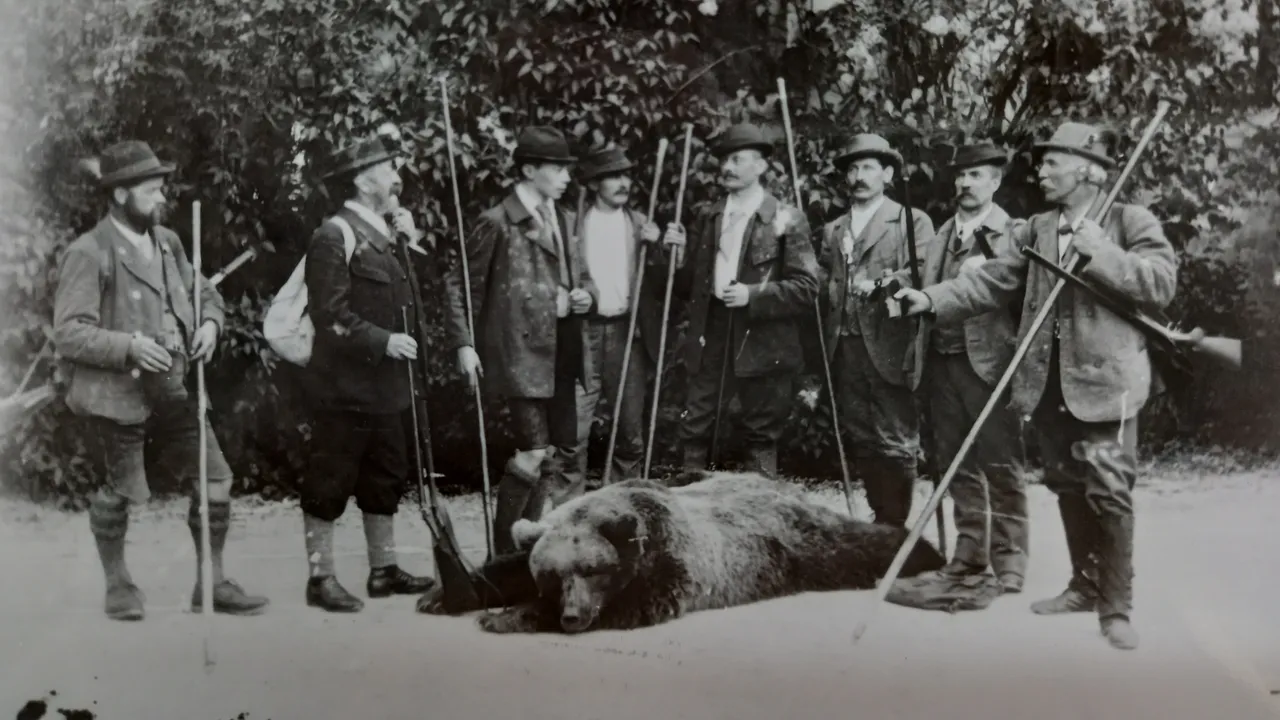
Jagd des letzten heimischen Bären Nordtirols 1898

Am 14. Mai 1898 starb hier ein Braunbär nach einem Schuss durch Constantin Graf Thun-Hohenstein unter Beihilfe mehrerer Jäger. Er gilt als der letzte heimische Bär Nordtirols und war bereits mehrere Jahre zuvor in der Gegend unterwegs. Er soll den Schafherden auf den Almen von Pertisau Schaden zugefügt haben und wurde jahrelang gesichtet, erfolglos von Jägern gesucht und gejagt. Dem Ereignis wird mit einem Denkmal an der sogenannten „Bärenrast“ gedacht.